# Soshangane
Soshangane fue uno de los principales generales del creador del Imperio Zulú, el rey Shaka, con quien las relaciones más tarde empeorarían hasta el punto de aliarse en 1819 con otro importante rival de Shaka, los clanes Ndwandwe. Vencidos, el general y sus tropas se desplazaron más al norte, en los límites del estado zulú en el territorio de los clanes Nguni, a mediados del período del Mfecane, asentándose en la zona. 
Soshagane conquistó también áreas anteriormente anexionadas bajo control zulú en la misma región, pero la expedición de castigo enviada por Shaka con el objetivo de liquidar a su general rival en 1828 fracasó, con lo que el Imperio de Gaza de Soshagane quedó consolidado temporalmente, e instalándose la capital en Manjacaze.
Con posterioridad, las tropas de Shoshangane se enfrentaron con los portugueses en los enclaves costeros de la bahía de Maputo, Inhambane y Sena, venciendo y sometiendo a tributo los puertos comerciales europeos. El 22 de octubre de 1833 consiguió conquistar la fortaleza de Lourenço Marques. Al año siguiente conquistó Inhambane.
Tras el fallecimiento de Soshangane hacia el año 1856, el reino por él creado se vio envuelto en una serie de disputas internas. El último rey, Ngungunhane, fue vencido en los enfrentamientos militares que mantuvo con Portugal en 1895, lo que llevó a la desintegración del estado.